# Plectrocnemia angulata
Plectrocnemia angulata is een fossiele soort schietmot uit de familie Polycentropodidae.